# باسكال الثاني
البابا باسكال الثاني (باللاتينية: Paschalis II)‏ ،1050 x 1055 – 21 كانون الثاني / يناير 1118), ولد باسم رانيروس وأصبح البابا من 13 آب / أغسطس 1099 إلى وفاته في سنة 1118.
راهب على مذهب الكليني البندقتي. هو من أنشأ الكاردينال الكاهن من سان كليمن من قبل البابا غريغوري السابع (1073-85) في 1073. اعتلى الكرسي البابوي بعد البابا أوربان الثاني (1088-1099) في 19 آب / أغسطس 1099. بقي في البابوية ما يقرب من عشرين عاما والذي تعتبر فترة طويلة واستثنائية لبابا من العصور الوسطى.

## إجرآته خلال فترة حكمه
أمر البابا باسكال الثاني ببناء كنيسة سانتي كواترو كوروناتي على رماد كنيسة أحرقت خلال تدمير روما كيس من روما في 1084.
خلال رحلته إلى فرنسا ما بين 1106، 1107، كرس كنيسة نوتردام في لا شاريتيه-سور-لوار، ثاني أكبر كنيسة في أوروبا في ذلك الوقت.
في عام 1116، بإيعاز من الكونت رامون بيرينجر الثالث، أصدر حملة صليبية للاستلاء على تاراغونا.
في عام 1116، بإيعاز من الكونت رامون بيرينجر الثالث، أصدر حملة صليبية للاستلاء على تاراغونا.
خلال تبوئه البابوية، بذلت الجهود من قبل الإمبراطور البيزنطي ألكسيوس لرأب الانقسام بين الكنيستين الأرثوذكسية والكاثوليكية، ولكن هذهالمحاولات فشلت بسبب شرطه باعتراف بطريرك القسطنطينية على أن البابا الكاثوليكي هو رأس «جميع كنائس الله في جميع أنحاء العالم». كان هذا شيئا البطريرك لا يمكن أن تفعل في مواجهة معارضة من غالبية رجال الدين الرهبانية في العالم، والعلمانيين.
تم تعيين أول أسقف لأمريكا خلال فترة بابوية باسكال الثاني ما يقرب من أربعة قرون قبل رحلة كولومبوس، أول من عبر المحيط الأطلسي. أعطي إريك غنوسبن إدارة شؤونغرينلاند وفينلاند، فيما يعتقد أنه يشير إلى ما هو الآن في نيوفاوندلاند.
أصدر البابا باسكال الثاني الأمر البابوي المسمى «الطلب التقي الأعظم» في 15 شباط / فبراير 1113 الذي وضع مستشفى سانت جون في القدس، تحت رعاية البابوية وأكد بشرعية طائفة المستشفى فيما عرب باسم الفرسان الهوسبتاليين والذين يعرفون اليوم باسم منظمة فرسان مالطة العسكرية المستقلة كما أكد أجل الاستحواذ والتبرعات في أوروبا وآسيا ويعفى من كل سلطة حفظ هذا البابا.